# 피사강

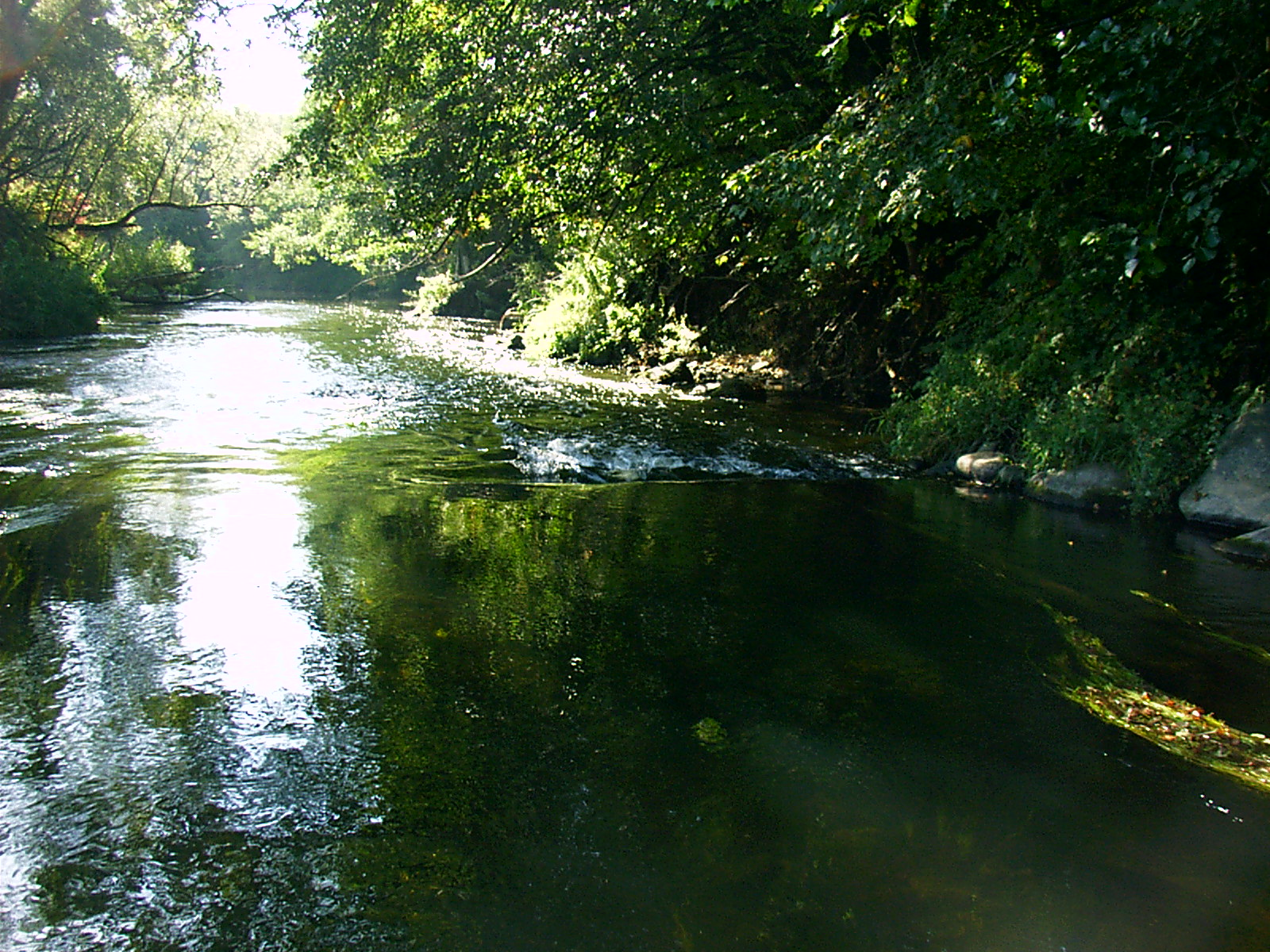

피사강(러시아어: Писса)은 칼리닌그라드주의 체르냐호프스크에서 가까운 강이다.